# Лисков, Христиан Людвиг
Христиан Людвиг Лисков (нем. Christian Ludwig Liscow; 1701—1760) — немецкий дипломат и писатель

-сатирик

.

## Биография
Христиан Людвиг Лисков родился 29 апреля 1701 года в городе Виттенбурге. Учился сперва в средней школе в Люнебурге, в 1718 году поступил в Университет Ростока, вероятно, для изучения богословия, но некоторое время спустя переехал в Йену.
Завершив обучение занимал различные должности и неплохо показал себя на дипломатическом поприще, но наибольшую известность получил как литератор.
В 1739 году Лисков издал «Sammlung satirischer und ernsthafter Schriften».
По оценке  автор дневника-хроники жизни литераторов Ф. Ф. Фидлера, Лисков — «один из лучших нем. прозаиков до Лессинга. Сатиры его отличаются меткой иронией и тонким юмором; спокойно и бесстрашно осмеивает он предрассудки современников, отличаясь замечательно свободным для своего времени миросозерцанием и обширным знанием жизни». 
Некоторые его произведения, в частности, знаменитая сатира «Die Vortrefflichkeit und Gründlichkeit der elenden Scribenten gründlich erwiesen» изданная в 1736 году, и по сей день не утратили актуальности.
Христиан Людвиг Лисков умер 30 октября 1760 года в городе Айленбурге.